# Diaphanes
Diaphanes ist ein Schweizer Verlag mit Sitz in Zürich. Schwerpunkt der Verlagstätigkeit sind Literatur, Philosophie, Geisteswissenschaften und Kunst; unter den veröffentlichten Büchern finden sich zahlreiche Übersetzungen. Verleger ist Michael Heitz.

## Verlagsgeschichte
Diaphanes wurde 2001 von Michael Heitz gegründet und etablierte sich seither als unabhängiger Verlag in den Bereichen zeitgenössische Philosophie, Theorie, Kunst- und Kulturwissenschaft sowie Medientheorie. Vor allem die Übersetzung zeitgenössischer Philosophen wie Alain Badiou, Jean-Luc Nancy, Jacques Rancière, Louis Marin und Giorgio Agamben trugen dazu bei.
2008 wurde ein Literaturprogramm mit ausgewählter Prosa lanciert, das unter anderem Tom McCarthys 8 1/2 Millionen, die Prosa des Theatermachers und Mitbegründers der Performance-Gruppe Forced Entertainment Tim Etchells und Joseph Mitchells New-York-Reportagen aus den 1930er bis 1950er Jahren ins Deutsche brachte. 2012 wurde der Roman Heimlich, heimlich mich vergiss von Angelika Meier für die Longlist zum Deutschen Buchpreis nominiert.
2011 hatte der Verlag mit dem kapitalismuskritischen Buch Das Gespenst des Kapitals von Joseph Vogl einen Bestseller.
Bis 2017 erschien bei Diaphanes die Zeitschrift für Medienwissenschaft (ZfM), die von der Gesellschaft für Medienwissenschaft getragen und redaktionell gestaltet wird. Seit dem Erscheinen der Ausgabe 17 (Herbst 2017) wird die Zeitschrift für Medienwissenschaft nun vom Bielefelder Transcript Verlag verlegt.
Diaphanes ist kein Mitglied des Schweizer Buchhändler- und Verleger-Verbands.

## Programm
Das Programm umfasst zeitgenössische Philosophie, politische Theorie, Kunsttheorie, Wissenschaftsgeschichte, Kultur- und Medienwissenschaft sowie ausgewählte Essay- und Literaturtitel. Es ist im Wesentlichen in Reihen aufgestellt.
Das Literaturprogramm umfasst Neu- und Wiederentdeckungen aus der deutschsprachigen und internationalen Gegenwartsliteratur in gebundenen Ausgaben, etwa die Reportagen von Joseph Mitchell.
In einer Reihe mit Broschuren veröffentlicht Diaphanes außerdem literarische und essayistische Texte, die dauerhaft lieferbar gemacht werden sollen, unter anderem erschien hier eine Neuauflage der Übersetzung von Georges Perecs W oder die Kindheitserinnerung von Eugen Helmlé.
In der Reihe Transpositionen veröffentlicht Diaphanes Erstübersetzungen zeitgenössischer internationaler Philosophen, vor allem aus dem französischsprachigen Raum, aber auch aus dem Italienischen und Englischen. Dazu gehören unter anderem Alain Badiou, Jean-Luc Nancy, Jacques Rancière, Giorgio Agamben, Judith Butler, Bernard Stiegler, Simon Critchley und Stanley Cavell.
Die Reihe Quadro ist kunst- und bildtheoretischen Fragestellungen gewidmet. Autoren dieser Reihe sind z. B. Georges Didi-Huberman, Hubert Damisch, Jean-Luc Godard und Rosalind Krauss.
Die 2011 lancierte Reihe minima oeconomica dient der Analyse und Kritik der Ökonomie und wird von Joseph Vogl herausgegeben. Hier sind bislang neben Grundlagentexten des US-amerikanischen Ökonomen Hyman P. Minsky zwei Titel des Schweizer Wirtschaftswissenschaftlers Christian Marazzi erschienen.
Seit 2012 erscheint unter dem Titel Booklet eine Reihe mit Essays zu bekannten Fernsehserien wie etwa The Wire und The Sopranos.
Seit dem Beginn des Jahres 2014 veröffentlicht der Verlag eine Reihe mit dem Titel Platon & Co – Philosophie für junge Leser. Zur Reihe gibt es eine eigene Webseite.
2017 begann der Verlag mit der quartalsweisen Publikation des Diaphanes-Magazines.